# Запсибкомбанк
ПАО «Запсибкомба́нк» (публичное акционерное общество Западно-Сибирский коммерческий банк, ЗСКБ) — ранее существовавший банк Уральского федерального округа, расположенный в Тюмени. Ряд выходцев из банка занимают высокие государственные и муниципальные должности в Тюменской области. Обладает статусом Principal Member в международных платёжных системах VISA (с июня 1995 года) и MasterCard (с октября 1997 года).

## История

### Возникновение банка
Постановление Верховного совета РСФСР от 13 июля 1990 года № 92-1 «О Государственном банке РСФСР и банках на территории республики» обязывало до 1 января 1991 года преобразовать все учреждения государственных специализированных банков в автономных республиках, краях и областях в коммерческие банки на акционерной или паевой основе. Принятие данного постановления способствовало бурному развитию банковской системы: в том же году на территории Урала и Западной Сибири было создано 130 банков.
23 ноября 1990 года на базе Тюменского территориального управления Промстройбанка СССР и более 20 его отделений был создан «Запсибкомбанк». Основными его учредителями выступили «Надымгазпром», «Уренгойгазпром», «Ямбурггаздобыча», «Нижневартовскнефтегаз» и Тобольский нефтехимический комбинат. 1 января 2022 года было принято решение о ликвидации банка. Ликвидирован из-за прекращения деятельности в связи с реорганизацией в форме присоединения к АО «БМ-Банк». Запись о регистрации кредитной организации аннулирована в соответствии с документом № 2227700283919 от 01.01.2022.

### Руководители
Первым президентом банка стал руководитель Тюменского территориального управления Промстройбанка СССР Л. Б. Гринфельд. В 1997 году на место Л. Б. Гринфельда был назначен вице-президент банка Н. Я. Беляев. В апреле 1998 года вместо ушедшего на пенсию Беляева президентом стал управляющий Салехардским филиалом В. В. Якушев. 13 июня 2001 года президент банка В. В. Якушев перешёл на должность вице-губернатора Тюменской области, а его место занял первый заместитель губернатора по вопросам экономики и финансов Д. Ю. Горицкий. С 23 января 2019 года президентом — председателем правления Запсибкомбанка назначен Александр Сурин. Соответствующее решение было принято советом директоров кредитной организации. Занимавший ранее эту должность Дмитрий Горицкий стал членом совета директоров.

### Расширение филиальной сети
В 1993 году открыты филиалы в городах Москва, Ишим, Пыть-Ях, Урай, Югорск, Ялуторовск, Ноябрьск. С 2011 года начинается активное развитие обслуживающей сети банка в городах-миллионниках: в сентябре 2011 года появился первый офис в Екатеринбурге, в июне 2012 года в Челябинске, в ноябре 2012 года в Нижнем Новгороде, в 2013 года в Новосибирске, Уфе, Омске, Кемерово, Самаре, Казани и Санкт-Петербурге. В 2014 году открывается филиал в с. Уват, следом в 2015 году — в с. Нижняя Тавда. В 2017 году специально для своих клиентов Запсибкомбанк открыл Ипотечный центр в городе Тюмень.

### Ценные бумаги
IPO банка состоялось в 1994 году. В 2007 году «Запсибкомбанк» впервые получил кредитный рейтинг от международного рейтингового агентства Standard & Poor’s, что позволило ему в следующем году дебютировать со своими облигациями: банк привлёк 1,5 млрд руб. на фондовой бирже ММВБ. Следующий выпуск облигаций состоялся в 2011 году. В ноябре 2012 года облигации ЗСКБ вошли в Ломбардный список Банка России. 15 января 2019 года международное рейтинговое агентство Standard & Poor’s повысило рейтинг кредитоспособности Запсибкомбанка до уровня «BB+». При этом краткосрочный кредитный рейтинг банка подтверждён на уровне «B», прогноз «Позитивный».

## Структура

### Менеджмент
Совет директоров (по состоянию на 23 января 2019 года):
| - Шаповалов Игорь Александрович (председатель) - Горицкий Дмитрий Юрьевич - Логинов Игорь Александрович | - Палий Роман Викторович (заместитель) - Сербин Олег Петрович - Сулейманов Рим Султанович - Терехин Дмитрий Владимирович |  |

Правление (по состоянию на 23 января 2019 года):
| - Сурин Александр Борисович (председатель) - Зиннуров Руслан Абдулхакович - Котова Галина Александровна | - Рыкова Наталья Николаевна - Сидоров Андрей Юрьевич - Шевелёв Андрей Юрьевич |  |

### Филиалы и операционные офисы
Запсибкомбанк представлен Головным офисом и 80 подразделениями: филиалы в Москве, Новосибирске, Санкт-Петербурге и Уфе; 67 дополнительных офисов; операционные офисы в Екатеринбурге, Казани, Омске, Самаре и Челябинске, 1 операционная касса вне кассового узла и 3 удаленных рабочих места в Тюмени. (на 1 января 2019 г.)

## Деятельность
Банк является универсальной кредитной организацией, предоставляющей полный перечень услуг кредитования, привлечения денежных средств и расчетно-кассового обслуживания населения и организаций. Банк является эмитентом карт международных платежных систем Visa International и MasterCard Worldwide, а также Национальной системы платежных карт (НСПК).
К началу 2016 года ПАО «Запсибкомбанк» стал первым региональным банком в Уральском регионе, который начал обслуживать и открывать карты национальной платежной системы «Мир».
В феврале 2016 года ПАО «Запсибкомбанк» — единственный в Тюменской области принял участие в государственной программе докапитализации региональных банков.
В 1 полугодии 2016 года рейтинговое агентство «Эксперт РА» подвело итоги исследования российского рынка ипотеки — ПАО «Запсибкомбанк» занял 17 позицию в ТОП-20 крупнейших ипотечных банков страны.
В рамках круглого стола «Ипотека в России — 2016», организованного рейтинговым агентством «Эксперт РА», ПАО «Запсибкомбанк» был награждён дипломом в номинации «За вклад в развитие ипотечного рынка в регионах».
«Интернет-Банк» для физических лиц в 2016 году занял 4 место среди 36 лучших интернет-банков российских банков в рейтинге эффективности «Markswebb Rank & Report» и 8 место среди 43 лучших интернет-банков в рейтинге функциональности агентства «Эксперт РА». Система «ЗапСиб iNet» заняла 6 место в номинации «Самый эффективный интернет-банк для начинающего бизнеса» по результатам оценки эффективности интернет-банков для малого бизнеса Business Internet Banking Rank 2016 .
В 2016 году ПАО «Запсибкомбанк» стал победителем Национальной банковской премии-2016 под патронажем Ассоциации российских банков в номинации «За активную работу по повышению финансовой грамотности».
Группы Запсибкомбанка в социальных сетях:
ВКонтакте Facebook Instagram
Корпоративный журнал «Банкнота»

## Government Relations
Сразу несколько высших должностных лиц в Тюменской области перешли на государственную и муниципальную службу из «Запсибкомбанка». Это губернатор области В. В. Якушев, заместитель губернатора О. В. Заруба, председатель Тюменской городской Думы Д. В. Еремеев, губернатор Ямало-Ненецкого автономного округа Д. А. Артюхов.

## Социальная ответственность
В 2009 году президент ЗСКБ получил благодарственное письмо из Министерства экономического развития РФ за успешную реализацию практики корпоративных программ поддержки благотворительной и добровольческой деятельности.
В 2009 году президент ЗСКБ получил благодарственное письмо из Министерства экономического развития РФ за успешную реализацию практики корпоративных программ поддержки благотворительной и добровольческой деятельности.
В 2016 году Запсибкомбанк запустил программу детской финансовой грамотности «Мини-Мани».
Программа «Мини-Мани» просто, доступно, эффективно и интересно рассказывает ребёнку о таких важных понятиях, как «деньги», «экономия и сбережения», «затраты и бюджет», «банк и банковские продукты». С её помощью родители смогут воспитать в детях правильное отношение к деньгам — научить их договариваться с собственными желаниями и бюджетом, делать накопления и двигаться к поставленным финансовым целям, правильно расходовать свои накопленные средства, экономить и приумножать, понимать и использовать по назначению возможности современных финансовых инструментов.
Познавательная программа разделена на три подпрограммы для различных возрастных групп:
- «Малыш» — для детей 5‑6 лет
- «Юниор» — для детей 7‑9 лет
- «Тинейджер» — для подростков 10‑14 лет

Начиная с 2008 года, банк в партнёрстве с Благотворительным фондом развития города Тюмени проводит на территориях всех городов присутствия банка ежегодный конкурс социальных проектов «Наш регион».
В 2008—2018 гг. в рамках Программы проведено 11 конкурсов, участие в которых приняли 674 социальных проекта. На поддержку 343 проектов некоммерческих организаций и учреждений муниципальных образований Кемеровской, Новосибирской, Самарской, Свердловской, Тюменской, Челябинской областей, Ханты-Мансийского и Ямало-Ненецкого автономных округов, Республики Башкортостан, Республики Татарстан, г. Санкт-Петербург направлено 13,195 млн рублей. Проведено 6500 мероприятий в интересах более 112 тыс. жителей Российской Федерации.

## Достижения

### Рейтинги
15 января 2019 года S&P Global Ratings повысило долгосрочный кредитный рейтинг ПАО «Запсибкомбанк» на три ступени с «B+» до «BB+», прогноз по рейтингу — «Позитивный». Краткосрочный кредитный рейтинг банка подтвержден на уровне «В».
22 января 2019 года рейтинговое агентство «Эксперт РА» повысило рейтинг кредитоспособности ПАО «Запсибкомбанк» на три ступени c ruBBB+ до ruA+ «Умеренно высокий уровень кредитоспособности», по рейтингу установлен «Стабильный» прогноз.
30 января 2019 года Аналитическое Кредитное Рейтинговое Агентство (АКРА) повысило кредитный рейтинг ПАО «Запсибкомбанк» на три ступени с A-(RU) до AA-(RU), прогноз по рейтингу «Стабильный».

### Награды и признание
В 1995 и 1997 годах расположенный в Брюсселе Европейский центр исследований рынка (European Market Research Center) награждал банк премией Euromarket Award в номинациях «Банковское дело и финансы» и «За лучший менеджмент».
В 2003 году президент банка Д. Ю. стал одним из победителей конкурса «Менеджер года в банковской сфере», проводимого Международной Академией менеджмента (президент академик С. А. Ситарян). В следующем году банк стал лауреатом премии «Российский Финансовый Олимп — 2004» в номинации «За активную поддержку развития регионов Российской Федерации». Спустя ещё два года банк стал победителем премии «Финансовая элита России — 2006» в номинации «Лучший региональный банк года».
В 2008 году банк получил две награды «Хрустальная капля» в рамках международного проекта Transparency Award — в номинациях «За открытость и прозрачность бизнеса» и «За безупречную деловую репутацию», а также стал лауреатом премии «Финансовая Россия — 2008» в номинации «Лучший банк Уральского федерального округа». В 2010 году колл-центр банка вошёл во всероссийский рейтинг контактных центров ТОП 20 по обслуживанию клиентов в финансовом секторе. В январе 2013 года ЗСКБ внесён в Федеральный электронный реестр «Доска почёта России».
В 2015 году Запсибкомбанк признан лучшим региональным банком страны: он стал победителем в одноимённой номинации XI Всероссийской премии «Банковское дело». О высоких стандартах говорит и присуждение премии «Лучший риск-менеджмент в России и СНГ-2015»: банк завоевал первое место в номинации «Лучшая программа управления рисками».
В апреле 2017 года Запсибкомбанк стал победителем в номинации «Надежные руки» на ежегодной премии «На пике формы», учрежденной журналом «Эксперт-Урал» совместно с аудиторско-консалтинговой сетью фирм PwC (PricewaterhouseCoopers).
В 2017 году Запсибкомбанка вошел в число 100 надежных банков по версии Forbes, заняв 38-е место, за год поднявшись на 5 позиций.
ПАО «Запсибкомбанк» вошел в топ-100 лучших банков России 2018 года по версии делового интернет-журнала о политике и бизнесе в России и мире The White Square Journal. В центре внимания портала — известные люди, успешные компании, люди с активной жизненной позицией, представляющие разнообразные сферы деятельности.
Рейтинг формировался на основе данных из открытых источников аналитическим департаментом издания. Запсибкомбанк занял в нём 57 строчку. Специалисты издания планируют обновлять рейтинг ежегодно в последний месяц года.